# تعویض مفصل
در پزشکی، بازسازی مفصل با ایجاد یک مفصل مصنوعی یا تغییر شکل دادن مفصل را مَفصَل‌سازی، تعویض مفصل یا آرتروپلاستی (Arthroplasty) می‌گویند.
جراحی تعویض مفصل به معنی جایگزین کردن مفصل طبیعی آسیب دیده با یک مفصل مصنوعی یا کاذب است تا درد بیمار بهتر شده یا دامنه حرکتی مفصل بهبود یابد.
سه نوع تعویض مفصل (آرتروپلاستی) وجود دارد: برداشتن سطوح مفصلی، بازسازی با جاگذاری و تعویض مفصل با پروتز (معمولاً فلزی).

## مفاصل رایج
عمل جراحی تعویض مفصل با پروتز به‌طور شایعی در زانو و استخوان ران کاربرد دارد. شایعترین علل آرتروز، روماتیسم مفصلی و بافت‌مردگی بی‌خونی هستند.
برخی انواع دیگر:
- آرتروپلاستی سرامیکی ceramic arthroplasty: ساختن مفصل برای خاصره که در آن سر ران از جنس سرامیک ساخته می‌شود.
- آرتروپلاستی پوشینه‌ای capsular arthroplasty: بازسازی مفصل با جای‌گذاری پوشینه بین دو قطعهٔ تخریب‌شدهٔ غضروف.
- آرتروپلاستی مچی ـ کفِ‌دستی carpometacarpal joint arthroplasty: بازسازی مفصل مچیـ کفِ‌دستی برای رفع علائم مفصل‌آماس.[۱]